# Vesthimmerlands Avis
Vesthimmerlands Avis er en ugeavis, der udsendes fra Aalestrup i den sydlige del af Vesthimmerlands Kommune. Avisen blev første gang udsendt i oktober 1907 med bogtrykker H. Petersen som udgiver og redaktør. Målet var at udgive et lokalt dagblad, hvilket dog ikke blev til noget. I stedet er Vesthimmerlands Avis lige siden udsendt som ugeavis med skiftende udgivere. I 2004 blev avisen solgt til redaktør Thorkil Christensen, som har produktudviklet Vesthimmerlands Avis og desuden driver bogtrykkeri m.m. i udgiverselskabet Himmerlands Tryk A/S i Aalestrup.